# Balachowskyacris olivacea
Balachowskyacris olivacea is een rechtvleugelig insect uit de familie veldsprinkhanen (Acrididae). De wetenschappelijke naam van deze soort werd voor het eerst geldig gepubliceerd in 1908 door Bruner.